# Стоян Джансъзов
Стоян Петров Джансъзов е български възрожденски просветен деец, журналист и преводач.

## Биография
Роден е в село Пранга (днес Патриарх Евтимово), Станимашко, тогава в Османската империя. Завършва Голямото Пловдивско училище и Галатасарайския лицей в Цариград, след което се отдава се на учителската професия. Преподава на български, турски и френски език. Учителства няколко години в родното си село, Станимака (1867-1868) и Араповския манастир (1868-1869). Джансъзов е изпратен от Стефан Захариев в Македония, където преподава в село Плевня, Драмско (1870-1871) и Неврокоп (1871-1872). Тук активно се включва в борбите за независима българска църква, поради което е прогонен. Продължава да учителства в Калофер (1872-1875) и Одрин, където редактира българската част на вилаетския вестник „Едирне“. Снема копие от Станимашкия надпис - епиграфски паметник от времето на Иван Асен II и го изпраща за публикуване на Петко Славейков. Води кореспонденция със Стефан Веркович и му изпраща стари монети. Той е един от първите членове на революционния комитет в Станимака, основан в началото на 1873 година от Отон Иванов.
По време на Руско-турската война от 1877-1878 година Джансъзов е преводач в руската армия. След Освобождението е на българска и турска служба в София, Сяр и Цариград. Издирва и превежда турски извори за българската история.
Умира през 1914 година в Цариград. Негова внучка е изтъкнатата българска актриса Стоянка Мутафова. Името му носи улица в Асеновград.